# Bildelement

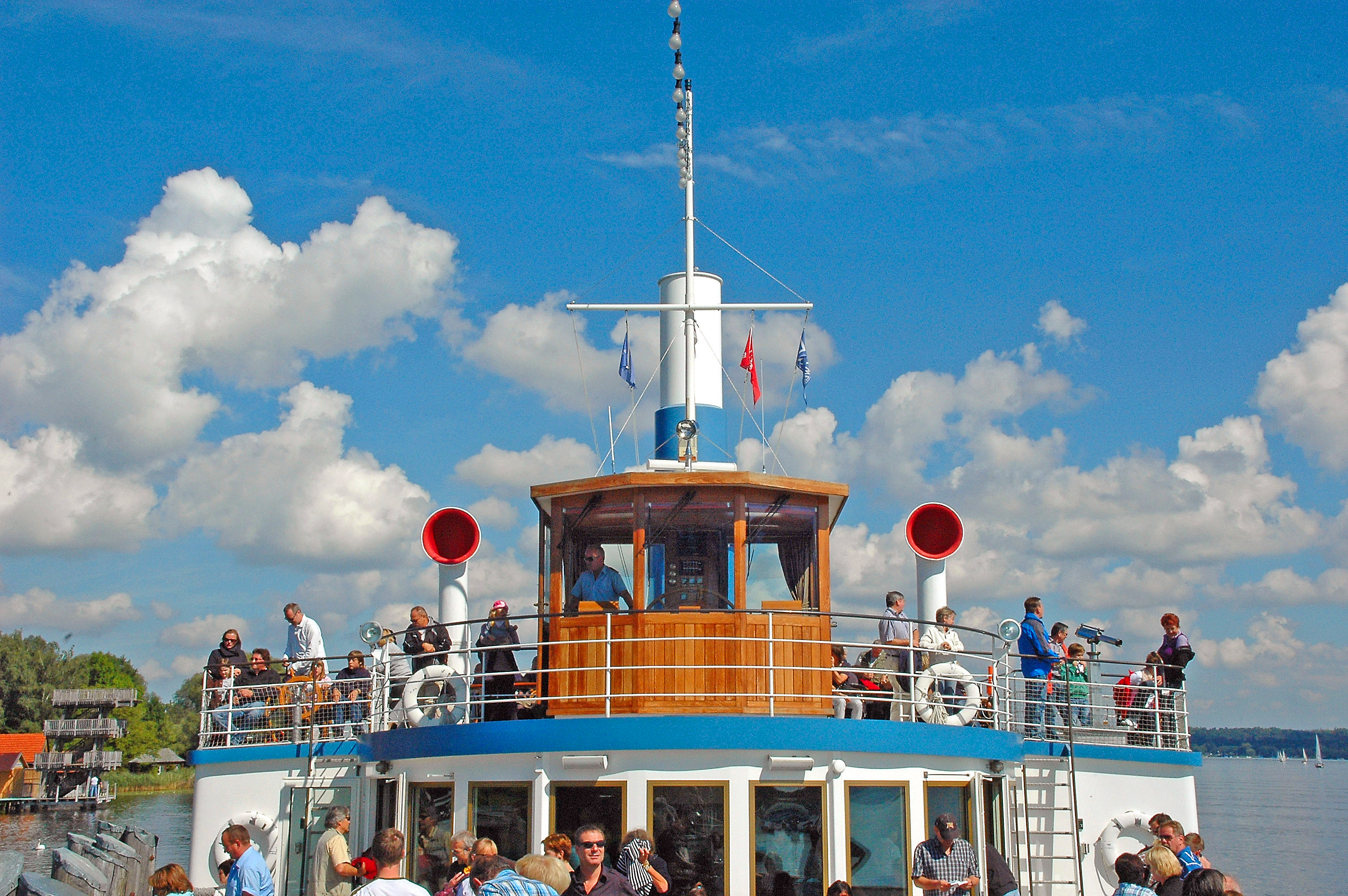
MS Diessen (Ammersee): Die wesentlichen Bildelemente sind die vielen Fahrgäste, die Wolken eines schönen Sommertages, das Schiff und – im Zentrum – der Kapitän, der das Schiff steuert

Ein Bildelement ist die kleinste noch deutlich erkennbare Einheit, aus der ein Bild zusammengesetzt ist. Bildelemente sind ein wesentlicher Teil der fotografischen Komposition bzw. der Bildgestaltung. Für die Komposition und deren Bildaussage entscheidend sind Position, Anzahl, Größen. Bildelemente sind starke Fixationspunkte und bilden daher auch den Code eines Bildes und damit die Wirkung auf den Betrachter. Grundsätzlich wirken Bildelemente in der Fotografie genauso wie in der Malerei und folgen den gleichen Regeln.

## Wirkung
Die Wahl und Position der Bildelemente bestimmt maßgeblich die Wirkung eines Bildes auf den Betrachter. Die Wirkung der Positionen wird durch das gewohnte Sehverhalten geprägt. Ungewöhnliche Bildelemente oder ungewöhnliche Platzierungen fordern zur Entschlüsselung auf und wirken daher oft aktivierend auf eine Verweildauer des Betrachters. Gewohnte Bildelemente und gewohnte Platzierungen können langweilig wirken und damit zu einer sehr kurzen Verweildauer des Betrachters führen. Die Aufmerksamkeit muss also durch den Fotografen zugeteilt werden. Der Betrachter konzentriert seine Aufmerksamkeit zunächst auf potentiell interessante Bildelemente.

## Gewichtung
Das „Gewicht“ eines Bildelementes ist mit der Aufmerksamkeit, die es auf sich zieht, gleichzusetzen. Das Gewicht eines Bildelementes ist somit genauso subjektiv wie die Aufmerksamkeit. Die Verteilung der verschieden gewichteten Bildelemente entscheidet über die Gesamtwirkung des Bildes nach Ruhe oder Spannung. Eine Komposition, die sehr gleichmäßig gestaltet ist, erzeugt meistens einen ruhigen Eindruck.

## Positionen
Bildelemente können eher im Vordergrund oder Hintergrund platziert werden. Bildelemente können mittig (dominant), dezentral/asymmetrisch (größere Spannung), oben, unten, links, rechts positioniert werden. Die Position des Hauptmotivs kann optisch durch einen zweiten weniger starken Schwerpunkt ausgeglichen werden, um einen harmonischen Gesamteindruck hervorzurufen.
Nimmt ein Bildelement die zentrale Position im Format ein, besetzt es also die Bildmitte, wirkt es dominant, stabil etc., möglicherweise eintönig. Eine größere Spannung erzielt ein Bildelement in dezentraler Position im Format. Wobei hier unterschieden werden kann zwischen oben, unten, links und rechts. Diese Positionen rufen sehr unterschiedliche Wirkungen hervor. Bildelemente, die sich oben befinden, können mögliche Eindrücke von Wichtigkeit, Abgehobenheit, aber auch Bedrohlichkeit vermitteln. Weit unten im Format wirken die Elemente weniger bedeutend, auch fallend. Bildelemente in linker bzw. rechter Randposition wirken eher unwichtig mit einem unausgewogenen Gesamteindruck. Dies kann optisch ausgeglichen werden durch einen zweiten, weniger starken optischen Schwerpunkt. In diesem Falle adressiert der Fotograf die Wichtigkeit oder die Bedeutung.

## Anordnung
Die Anordnung der Bildelemente erzeugt auch eine Wirkung im Sinne ein er Wahrnehmung von Linien (waagerecht, senkrecht oder diagonal), Fluchten (Räumlichkeit), Formen und Flächenverteilungen, die bei der Bildaussage einer Komposition eine wichtige Rolle spielen.

## Anzahl
Die Anzahl der Bildelemente bedeutet für den Betrachter auch zu entscheiden, in welcher Reihenfolge er sie wahrnimmt. Wenige Bildelemente sind daher auch einfacher zu dekodieren, während sehr viele Bildelemente zu einer Komplexität bis hin zur Überforderung des Betrachters führen.

## Ausrichtung und Gerichtetheit
In der Fotografie unterscheidet man zwischen Bildformaten die quadratisch sind (z. B. 6 × 6 cm) oder solche mit unterschiedlichen Längen-/Breitenverhältnissen, also rechteckige (z. B. 9 × 12 cm, 24 × 36 mm, APS-C-, FX, oder DX-Format etc.).
Ein quadratisches Bildformat bringt Ruhe in ein Bild, da es keine der Seiten betont, sondern den Aufnahmegegenstand im Bildrahmen neutral erscheinen lässt. Das quadratische Bild kann langweilig wirken, gibt dem Fotografen jedoch auch die Möglichkeit später eine Freistellung vorzunehmen, die die gewünschte Wirkung der Bildelemente erzeugt. Quadratische Fotografien sind oft das Festhalten der Situation, um später ein nicht quadratisches Format zu extrahieren.
Rechteckige, also nicht quadratische Bilder, entsprechen eher unserer Sehgewohnheit mit zwei Augen zu sehen und wirken daher oft als „natürlich“. Entscheidend ist nun die Wahl zwischen Hoch- und Querformat, eine Entscheidung, die vor der Belichtung zu treffen ist und grundsätzliche Auswirkung auf die Wirkung hat.
Das Querformat kommt dem normalen Seheindruck am nächsten, es betont die horizontalen Linien, lädt dazu ein in der Betrachtung „zu wandern“. Es ist daher u. a. für klassische Landschaftsfotos gut geeignet. Ein extremes Querformat ist das Panorama, bei dem das Wandern quasi erzwungen wird.
Das Hochformat betont die vertikalen Linien deutlich und ermöglicht daher andere optische und gestalterische Gestaltungsmöglichkeiten. Für die Bildelemente ergeben sich aus der Ausrichtung bestimmte Wirkungen. Es erzeugt durch seinen Blickwinkel eine räumliche Tiefe. Bei einem Hochformat mit dem Hauptbildelement im Hintergrund und einem zweiten (sekundären) Bildelement im Vordergrund ergibt sich eine sehr räumliche Wirkung, die die Distanz der Objekte verdeutlicht.

## Störende Bildelemente
In der Fotopraxis sind störende Bildelemente im belichteten Bild normal. Man bemerkt sie erst nach dem Belichten, wie z. B. Straßenschilder, Stromtrassen, Schmutz, Kabel, Mülltonnen, herumliegende Objekte, Passanten, Vögel und vieles mehr. Zur Fokussierung auf die wesentlichen, gewünschten Bildelemente können diese Störfaktoren in der digitalen Bildnachbearbeitung eliminiert werden. Dies kann moderat erfolgen, aber auch zu stark, sodass ein Bild plötzlich zu „clean“, also dann nicht mehr als realistisch wahrgenommen wird. Hier gilt es die richtige Balance zu finden.

## Bedeutung
Die Wahl Bildelemente, ihre Anordnung und Gewichtung, ihre Symbolik sind für jede Bildaussage und jedes Genre wichtig. In der Produkt- und Werbefotografie gilt dies allerdings besonders ausgeprägt. Hier soll ein Bild eine klare Botschaft erzeugen, die nicht primär realistisch oder künstlerisch ausgerichtet ist, sondern auf Bildelemente setzt, die starken symbolischen Charakter zeigen. Die angestrebte Wirkung der Symbolik beim Betrachter ist nahezu die einzige Aufgabe der Bildaussage. Speziell in der Werbung werden Augenbewegungen analysiert: Das Verweilen auf Bildelementen von Abbildungen, die Fixationen, und die Bewegungen zum nächsten Bildelement, die Sakkaden, werden bei der Blickbewegunganalyse interpretiert. Die konzeptionelle Anordnung der Bildelemente ergibt eine „gesteuerte“ Blickbewegung, die über die Dauer der Betrachtung und die Qualität der Informationsverarbeitung entscheidet.